# Alessandro Mandarini
Alessandro Mandarini Né à (Maratea, le 17 juillet 1762 – Mort à San_Lucido, le 20 septembre 1820 était un colonel de l'armée du royaume de Naples.

## Biographie
Fils unique de Francesco Mandarini et Lucrezia di Fortuna, il suivi une formation militaire à l'Académie militaire de Naples, complétées par des études de lettres. Après avoir terminé ces études, il est entré dans la vie publique de Maratea en 1794, quand il fit don de 266 ducats à la mairie de la ville pour rembourser une dette contractée avec la Cour royale pour l'approvisionnement en céréales à destination des pauvres. 
En 1795, il épousa Eleonora Tartaglia, dont il eut dix enfants, dont un baptisé personnellement par le roi Ferdinand qui lui donna son nom. 
À plusieurs reprises maire de la ville, il a promu des activités de soutien aux plus nécessiteux et la construction de travaux publics, souvent à ses frais. 
Au cours de sa carrière militaire, il obtient le titre honorifique de vice-consul de Malte  (1795) et en 1799, le roi de Naples lui donne le titre de sauveur de la patrie pour avoir aidé à réprimer les révoltes pro-françaises. 
Pendant l' insurrection calabraise, le 14 juillet 1806, il est nommé gouverneur de Maratea et, aux commandes de 1.000 hommes, il défend le château de Maratea contre l'attaque menée par Jean Maximilien Lamarque durant le siège de Maratea. Mais il doit se rendre, faute d'avoir reçu l'aide promise par l'armée anglaise, et par manque de vivres. Il s'installe à Cefalù et avec le retour des Bourbons sur le trône, il est nommé intendant de Calabre citérieure (l'actuelle province de Cosenza ). À la suite de sa défense ardente, il se rendra en recevant les honneurs rendus par le général français Lamarque et sera distingué par le Roi en recevant le titre héréditaire de noble de Cefalù, avec les insignes héraldiques associés.
Il reçoit en outre une pension et fut décoré de l'ordre de chevalier de constantin. 
Il meurt en Calabre à San Lucido et est enseveli dans l'église paroissiale réalisé par l'architecte napolitain Cuciniello, où l'on peut lire : 
" En mémoire / du colonel Alessandro Mandarini / Chevalier de la grand croix / de l'insigne / Ordre de Constantin / Intendant de Calabre Citra / pieux, désintéressé et généreux /plus que de ses fils / père des pauvres / Ses vertus parlent pour lui / Rectitude, humilité et vraie valeur / Il aima tellement l'auguste Roi Ferdinand I / qui lui était si cher / qu'il dépensa en son nom sa fortune / Né à Maratea en 1762 / Qu'il a courageusement défendue des français / disparu à San Lucido le 22 septembre 1820 /sa famille respectueuse"

## Dédicaces
À Maratea une plaque lui est dédiée au sanctuaire de San Biagio le 12 mai 1906, en mémoire de la résistance contre les Français, et un buste en marbre dans la villa municipale en 1966. La rue entre la Piazza Vitolo et le parking Padre Pio porte également son nom. 

## Sources et bibliographie
- - Cernicchiaro José, Conoscere Maratea, Naples 1979.
  - Dammiano Domenico, Maratea nella Storia e nella Luce della Fede, Sapri 1965.
  - Ferruccio Policicchio, Il Decennio Francese nel Golfo di Policastro, Lancusi 2001.
  - Greco Luigi Maria, Annali di Citeriore Calabria, Cosenza 1872.